# Bartoušov
Bartoušov là một làng thuộc huyện Havlíčkův Brod, vùng Vysočina, Cộng hòa Séc.